# Mmmh
«Mmmh» (en hangul, 음; romanización revisada, Eum) es una canción grabada por el cantante surcoreano Kai. Fue lanzada el 30 de noviembre de 2020, como el sencillo principal de su EP debut, Kai (开). La canción fue escrita por Jane y Junny, y compuesta por Keelah Jacobsen, Cameron Jai y las escritoras antes mencionadas. Musicalmente, «Mmmh» fue descrita como una canción de R&B con una melodía simple y adictiva.
Tras su lanzamiento, el sencillo recibió críticas generalmente positivas de los críticos. Comercialmente, la canción debutó en el puesto 26° de Gaon Digital Chart y en el puesto 15° de World Digital Songs de Billboard. Junto con el lanzamiento de la canción, se lanzó un vídeo musical de temática futurista que acompaña la misma. Kai promocionó «Mmmh» en varios programas musicales como Inkigayo, Music Bank y Show! Music Core.

## Antecedentes y lanzamiento
El 30 de noviembre de 2020, Kai hizo su debut como solista con el miniálbum Kai (开), que se ubicó en el cuarto lugar de Gaon Album Chart. «Mmmh» fue lanzado en formato de descarga digital y streaming por SM Entertainment en todo el mundo, como el sencillo principal de Kai (开).

## Composición
«Mmmh» se caracteriza por ser un sencillo con una melodía simple, pero adictiva en una canción minimalista, también se describe como una pista de amor encantadora y sencilla, cuya letra trata sobre una persona que siente atracción hacia alguien que conoció por primera vez. En términos de notación musical, la canción está compuesta en tono de sol menor, con un tempo de 137 pulsaciones por minuto y una duración de tres minutos con trece segundos.

## Recepción crítica
JT Early de Beats per minute describió a «Mmmh» como una canción de R&B con ritmos lentos y voces sensuales. El autor añadió que «Kai tiene una voz perfecta para este género, fuerte pero suave». Park Soo-jin de IZM dijo que la canción «en si no es difícil ni fácil, pero que la melodía es atrapante al oído». Además, añadió que la canción es un buen inicio para mantener una carrera por sí mismo.

## Posicionamiento en listas
| Lista (2020)                         | Mejor posición |
| ------------------------------------ | -------------- |
| Corea del Sur (Gaon Digital Chart)   | 26             |
| Estados Unidos (World Digital Songs) | 15             |